# Shawn Barry
Shawn Maurice Barry (Miramar, 23 aprile 1990) è un ex calciatore statunitense naturalizzato portoricano, di ruolo difensore.

## Carriera

### Club
Cresciuto nel LASK, con cui disputa cinque stagioni, nel 2015 si trasferisce all'FSV Francoforte, con cui firma un triennale. L'8 luglio 2017 passa al Korona Kielce, legandosi ai polacchi fino al 2018; il 17 gennaio successivo viene tesserato con un contratto annuale dal Real Salt Lake.

### Nazionale
Il 9 settembre 2018 ha esordito con la nazionale portoricana, in occasione della partita di qualificazione per la CONCACAF Nations League persa per 1-0 contro Saint Kitts e Nevis.